# Jim Ryun
James Ronald „Jim” Ryun (ur. 29 kwietnia 1947 w Wichita) – amerykański lekkoatleta (średniodystansowiec), wicemistrz olimpijski z 1968 i wielokrotny rekordzista świata, następnie polityk, członek Partii Republikańskiej.

## Kariera lekkoatletyczna
W wieku 17 lat wziął udział w igrzyskach olimpijskich w 1964 w Tokio, gdzie odpadł w półfinale biegu na 1500 metrów. 10 czerwca 1966 w Terre Haute ustanowił swój pierwszy rekord świata, osiągając czas 1:44,9 w biegu na 880 jardów. 17 lipca tego roku w Berkeley poprawił rekord świata w biegu na 1 milę czasem 3:51,3.
Poprawił swój własny rekord świata w biegu na milę 23 czerwca 1967 w Bakersfield wynikiem 3:51,1, a 8 lipca tego roku w Los Angeles ustanowił rekord świata na 1500 metrów czasem 3:33,1. Oba te rekordy przetrwały, odpowiednio, do 1975 i 1974, kiedy to poprawił je Filbert Bayi.
W 1966 i 1967 Jim Ryun zdobył nagrodę Track & Field Athlete of the Year dla najlepszego lekkoatlety świata w tych latach.
Na igrzyskach olimpijskich w 1968 w Meksyku Ryun był głównym faworytem do zwycięstwa w biegu na 1500 metrów. Zdobył w nim jednak srebrny medal, przegrywając z Kipchoge Keino z Kenii. Wystąpił w tej samej konkurencji na igrzyskach olimpijskich w 1972 w Monachium, ale został przewrócony w eliminacjach i nie ukończył biegu.
Ryun był mistrzem Stanów Zjednoczonych (AAU) w biegu na milę w latach 1965–1967, a także akademickim mistrzem USA (NCAA) w 1967. Był również halowym mistrzem NCAA na tym dystansie w latach 1967–1969 oraz w biegu na 2 mile w 1968.
Rekordy życiowe:
| Konkurencja         | Data i miejsce               | Wynik   |
| ------------------- | ---------------------------- | ------- |
| bieg na 800 metrów  | 10 czerwca 1966, Terre Haute | 1:44,3  |
| bieg na 1500 metrów | 8 lipca 1967, Los Angeles    | 3:33,1  |
| bieg na milę        | 23 czerwca 1967, Bakersfield | 3:51,1  |
| bieg na 2 mile      | 13 maja 1966, Los Angeles    | 8:25,1  |
| bieg na 5000 metrów | 20 maja 1972, Bakersfield    | 13:38,2 |

## Kariera polityczna
Po zakończeniu wyczynowego uprawianie lekkoatletyki prowadził swoją firmę Jim Ryun Sports. następnie zaangażował się w działalność polityczną jako członek Partii Republikańskiej. W 1996 wygrał wybory uzupełniające do Izby Reprezentantów Stanów Zjednoczonych z drugiego okręgu wyborczego w stanie Kansas o miejsce zwolnione przez Sama Brownbacka. Następnie wygrywał wybory o to stanowiska w latach 1998, 2000, 2002 i 2004. W 2006 pokonała go kandydatka Partii Demokratycznej Nancy Boyda. W 2008 Ryun przegrał prawybory w Partii Republikańskiej z Lynn Jenkins, która ostatecznie uzyskała mandat w Izbie Reprezentantów.

## Odznaczenia
- Prezydencki Medal Wolności (2020)[6]